# Delftfajans

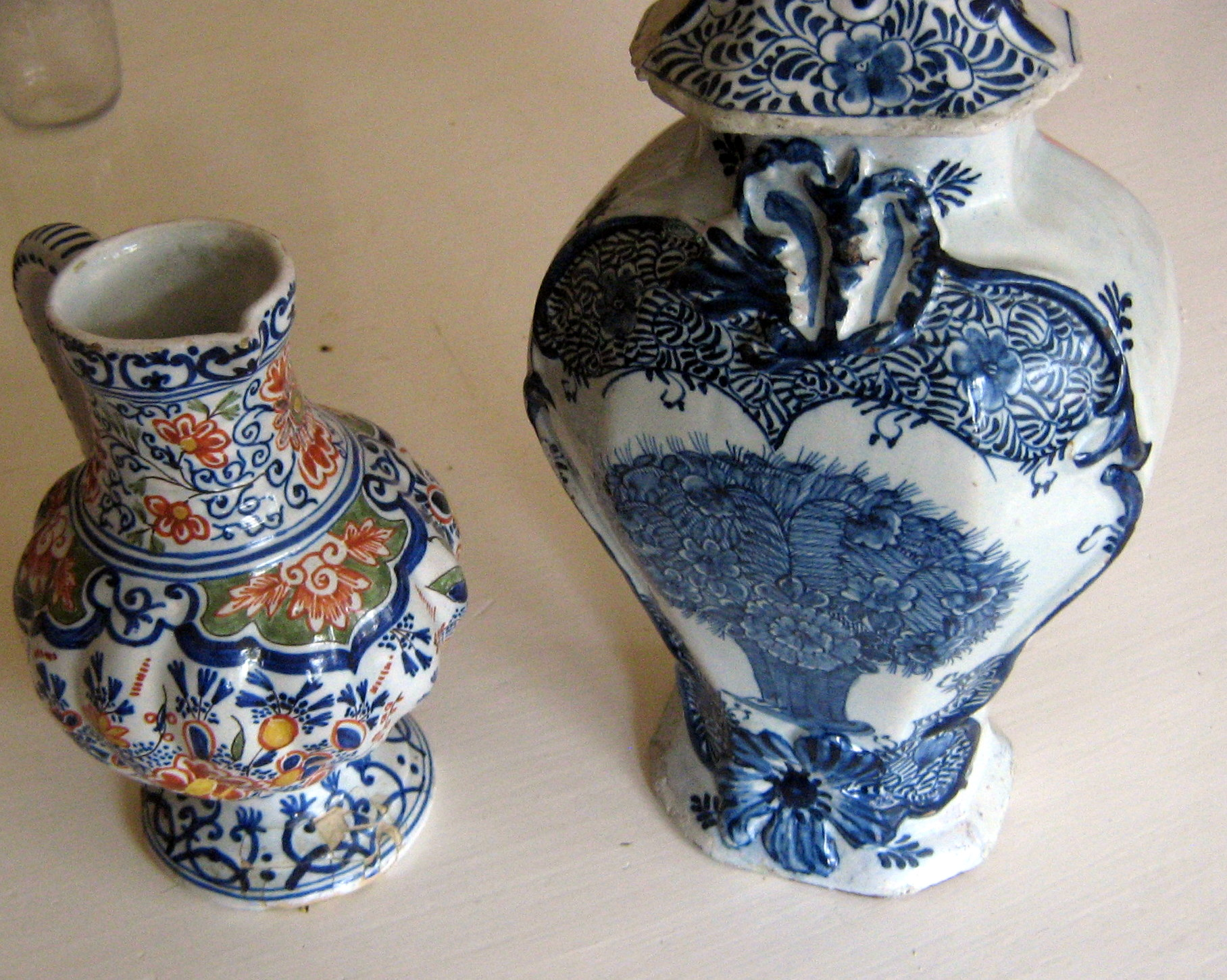
Delftfajans: till vänster kanna tillverkad vid "de porceleyne schotel", till höger urna från "de porceleyne bijl".

Delftfajans, ibland oegentligt benämnt Delftporslin, är ett begrepp för äldre nederländska fajanser, i första hand sådana tillverkade i Delft. Det marknadsfördes på sin tid ofta som porslin (som hade högre status).

## Historik

### Bakgrund
1594 lät Filip II som ett resultat av nederländska frihetskriget spärra sina hamnar för nederländska fartyg, och man tvingades därför ut på världshandeln för att själva ta sin andel av handeln med Orienten. Nederländska ostindiska kompaniet grundades 1602, och 1604 kapades fartyget Catharina i Malackasundet. Varorna från detta skepp gav ensamt vid försäljningen över hälften av det inbetalade aktiekapitalet för kompaniet i utdelning. Bland varorna ingick 100 000 pjäser kinesiskt porslin.
Det kinesiska exportporslinet, benämnt Kraakporslin eller Kaapsche Schotel, blev snabbt inspirationskälla för den nederländska fajansen. Redan tidigare hade majolika i italiensk stil tillverkats med Antwerpen som ett viktigt produktionscentrum. De ersattes nu helt av blå-vitt gods inspirerat av den kinesiska keramiken. I likhet med den italienska majolikan doppades de tennglaserade nederländska fajanserna i blyglasyr "kwaart" för att höja dess glans.

### Storhetstid och nedgång
Omkring 1650 blev Delft centrum för fajansproduktionen. Vid denna tid fick produktionen ett uppsving i samband med att inbördeskrig i Kina i samband med Mingdynastins fall 1644 ödelade porslinsfabrikerna där. Delvis ersattes det kinesiska porslinet av japanskt, men till en början kunde inte japanerna leverera tillräckligt. Mellan 1650 och 1670 steg antalet fajansfabriker i Delft från omkring 10 till 28. Bland de mer berömda märks De vergulde Blompot, De Griekische A, De 4 Romeinsche Helde, De 3 Klokken, De Roos, De Porceleyne Bijl, De Porceleyne Claeuw och Het Oude Morianenshooft.
Delftproduktionen omfattade främst husgeråd. Kakelplattor är en av de varor som brukar förknippas med Delft, och enstaka kakelplattor har tillverkats i Delft. Huvudproduktionen skedde dock i Friesland, under 1600-talet var Rotterdam centrum för kakelproduktionen och Bolsward och Harlingen hade betydande fabriker.
Delftfajansernas guldålder var sekelskiftet 1600/1700. Vid mitten av 1700-talet började konkurrensen från det engelska flintgodset att göra sig påmind. 1780 fanns bara 11 tillverkare kvar i Delft, och endast en har överlevt in i modern tid.

## Nederländska kakel
Medan de islamiska, spanska eller italienska kaklen aldrig standardiserades fick de nederländska kaklen en standardstorlek av 5x5 tum. De kunde även halveras till mindre kakel om 5x 2,5 tum eller fyrdelas till kakel om 2,5 x 2,5 tum. De användes främst som väggbeklädnad och aldrig som de italienska och spanska kakelplattorna till golvbeläggning. Kakelugnskakel, som hade större format, tillverkades aldrig i Nederländerna.